# State Security Council
Der State Security Council (abgekürzt SSC), deutsch Staats-Sicherheits-Rat, war ein in Südafrika 1972 gegründeter interministerieller Kabinettsausschuss (von insgesamt 20 Ausschüssen) einiger Regierungen während der Apartheidepoche. Er diente dazu, die Arbeit des National Security Management System (NSMS) zu koordinieren und auszuwerten sowie zur Gestaltung von Innenpolitik. Dieses Gremium wurde auf der Basis des Security Intelligence and State Security Council Act (No. 64 / 1972) geschaffen.
Im Jahr 1979 wurde diese Arbeitsgruppe auf Betreiben des Ministerpräsidenten Pieter Willem Botha das mächtigste von nur noch vier vorhandenen Kabinettsgremien. Diese Aufwertung beruhte auf den so genannten Bothanomics, einem Reformprogramm in der Apartheidspolitik, und erzeugte eine Parallelstruktur zur bisherigen Staatsverwaltung.

## Gründung und Ziele
Die Gründung des State Security Council wurde von Pieter Willem Botha, Magnus Malan und weiteren Beratern als nationale Leitstelle ihrer inneren Sicherheitspolitik auf der Basis einer Umorganisation und Straffung des Regierungsapparates geschaffen. Damit stärkte das damalige Südafrika die Stellung des Directorate of Military Intelligence innerhalb vorhandener informeller Regierungsstrukturen.
Das Ziel des SSC bestand in der Verfolgung einer Strategie zur Aufstandsbekämpfung. Flankierende Maßnahmen befassten sich mit der Organisation von öffentlicher Unterstützung für sicherheitsrelevante Aktivitäten der Regierung nach der Maßgabe „Winning the hearts and minds“ (kurz: WHAM, deutsch etwa Gewinnung der Herzen und Gedanken). Die Maßnahmen zielten darauf ab, als regierungsfeindlich bezeichnete Aktivisten, vorrangig des Antiapartheidskampfes, zu identifizieren und zu neutralisieren. Dafür standen beträchtliche finanzielle Mittel zur Verfügung.

## Strukturen

### State Security Council und sein Sekretariat
Pieter Willem Botha hatte den Vorsitz im erweiterten SSC, dem der Verteidigungsminister, der Außenminister, der Justizminister und der Minister für Recht und Ordnung sowie der Chef der Südafrikanischen Armee (SADF), die Chefs der Militär- und Nachrichtendienste, die Polizeipräsidenten, der Chef der Sicherheitspolizei sowie im Bedarfsfall weitere hochrangige Regierungsvertreter angehörten. Die oberste Arbeitsstruktur des SSC bildeten ein Arbeitsausschuss (Work Committee) und die Mitarbeiter seines Sekretariats. Der Arbeitsausschuss traf sich wöchentlich, um die laufenden Aktivitäten von mehr als einem Dutzend abteilungsübergreifenden Gremien zu koordinieren und zu überprüfen. Die etwa neunzig Mitarbeiter des Sekretariats rekrutierten sich hauptsächlich aus militärischen und geheimdienstlichen Fachkräften.
Die innere Struktur des SSC bestand aus vier Abteilungen:
- Abteilung für die Sicherheitsstrategie: Deren Aufgabe bestand in der Entwicklung von strategischen Handlungsmöglichkeiten und in der Beratung der Regierungspolitik.
- Abteilung für die nationale Sicherheit: Hier erfolgte die Überprüfung, Bewertung und Interpretation von Informationen, die von anderen Agenturen erhoben wurden.
- Abteilung für Strategische Kommunikation: Es wurden die Auswirkungen der psychologischen und Public-Relations-Kampagnen der Regierung untersucht.
- Abteilung für Verwaltung

### Joint Management Centre
Die Organisationsstruktur unterhalb des SSC gliederte sich in Joint Management Centres (JMC’s) - gemeinsame Kommunikations- und Organisationszentren, die von Armee- oder Polizeioffizieren (Dienstgrade zwischen Colonel und Major-General) geleitet wurden und denen jeweils 50 bis 55 Mitarbeiter angehörten. Das waren Substrukturen, die mit den Kommandoebenen der südafrikanischen Armee in Verbindung standen.
Im Jahr 1986 existierten 12 Joint Management Centre, deren Zahl später auf 9 reduziert wurde. Diese befanden sich zu Beginn in den Städten Bloemfontein, Durban, Johannesburg, Kapstadt, Kimberley, Nelspruit, Oudtshoorn, Pietersburg, Port Elizabeth, Potchefstroom, Pretoria und Walvis Bay.
Weiterhin gab es Subcenter in allen wichtigen südafrikanischen Städten, geleitet durch kommunale Beamte, Polizisten oder Militärs. An der Basis des National Security Management System arbeiteten insgesamt etwa 448 Minicenter.
Die Joint Management Centre aller Ebenen erhielten jeweils durch drei Gremien (Joint Management Committees) beratende Unterstützung (Kommunikation, Aufklärung sowie für den Komplex von Verfassungsrecht, Wirtschafts- und Sozialfragen). Die darin zusammenkommenden Vertreter berieten auftretende Probleme zeitnah und über die Grenzen von lokalen, regionalen und nationalen Ebenen hinweg. Dadurch sollte die Schwerfälligkeit der Verwaltungen überwunden werden, indem wichtige Beratungsergebnisse und Lageeinschätzungen den State Security Council zügig erreichten. Die Entgegennahme und Aufarbeitung aller Informationen erfolgte durch den Bereich des Secretary of the State Security Council.

### Military Area Radio Network
Eine weitere Substruktur entstand in Form des Military Area Radio Network (MARNET), das sich seit der Mitte der 1980er Jahre entwickelte. Es diente der 24-Stunden-Kommunikation zwischen Farmern in landwirtschaftlichen Gebieten mit kurzfristig einsatzfähigen Polizei- und Armeekräften in deren Region. Dieses Funknetz diente dem Zweck, die Zivilbevölkerung in Fällen eines bewaffneten Aufstandes oder Terroranschlages, besonders im nördlichen Transvaal, zu schützen. Es wurden darüber auch allgemeine Maßnahmen des Zivilschutzes organisiert.

## Nebengelagerte Strukturen
In enger Verbindung mit dem State Security Council stand das Directorate of Security Legislation (deutsch etwa: „Direktorat für Sicherheitsgesetzgebung“). Das war formell ein Bereich des Justizministeriums, der im materiellen Sinne durch Bestimmung im Internal Security Act (section 2 (2)) von 1982 dem Ministerium für Recht und Ordnung (Department of law and order, Polizeiministerium) unterstand. Hierbei flossen auch Anliegen des Innenministeriums zu Reiseverboten für Südafrikaner ein. Die personelle Besetzung des Direktors dieser Abteilung oblag dem Justizminister, jedoch schrieb das Gesetz dazu eine Mitwirkung des Polizeiministers vor.

## Legislative Folgewirkungen
Der Security Intelligence and State Security Council Act (No. 64 / 1972) wurde durch eine Proklamation des Staatspräsidenten in der Government Gazette mit dem National Strategic Intelligence Act (Act No. 39 / 1994) aufgehoben, der am 1. Januar 1995 in Kraft trat.